# Turpan
Turpan (chinesisch 吐鲁番市, Pinyin Tǔlǔfān Shì, uigurisch تۇرپان شەھىرى), auch Turfan, ist eine bezirksfreie Stadt im Zentrum der Autonomen Region Xinjiang in der Volksrepublik China und liegt in der Turpan-Senke. Das Verwaltungsgebiet hat eine Fläche von 69.620 km² und 693.988 Einwohner (Stand: Zensus 2020). Der Regierungssitz liegt im Stadtbezirk Gaochang.

## Geographie

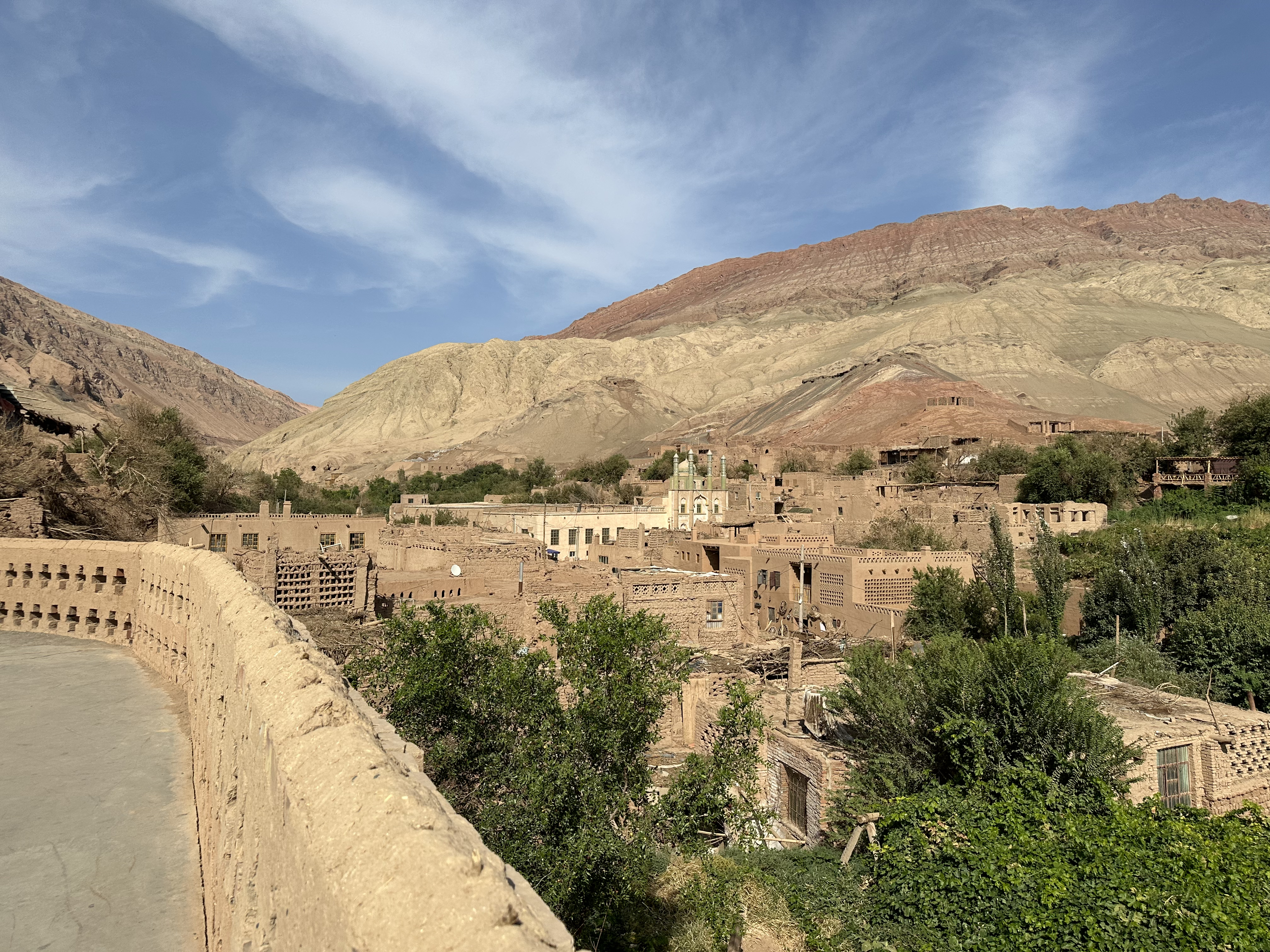
Siedlung in Turpan

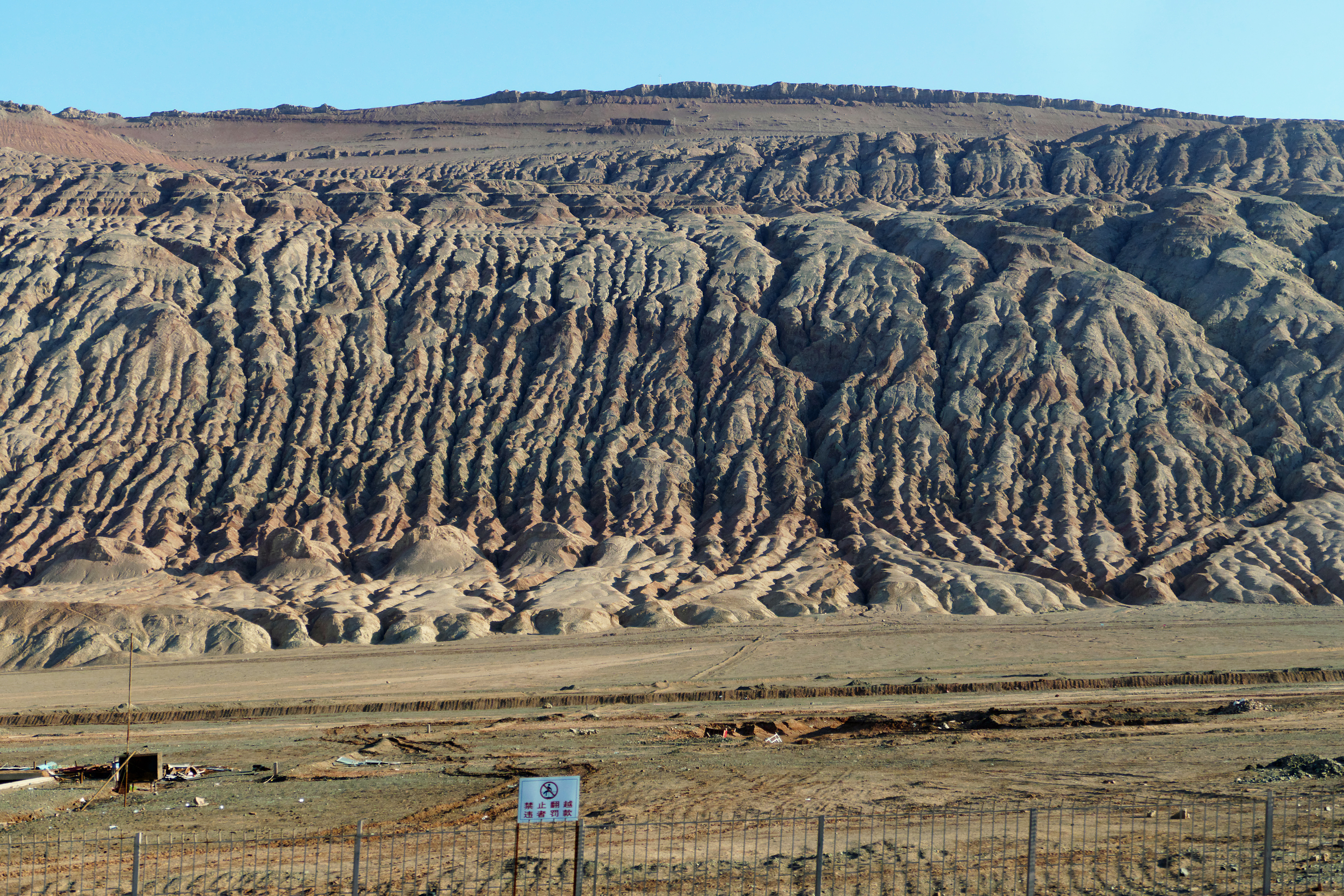
„Flammende Berge“

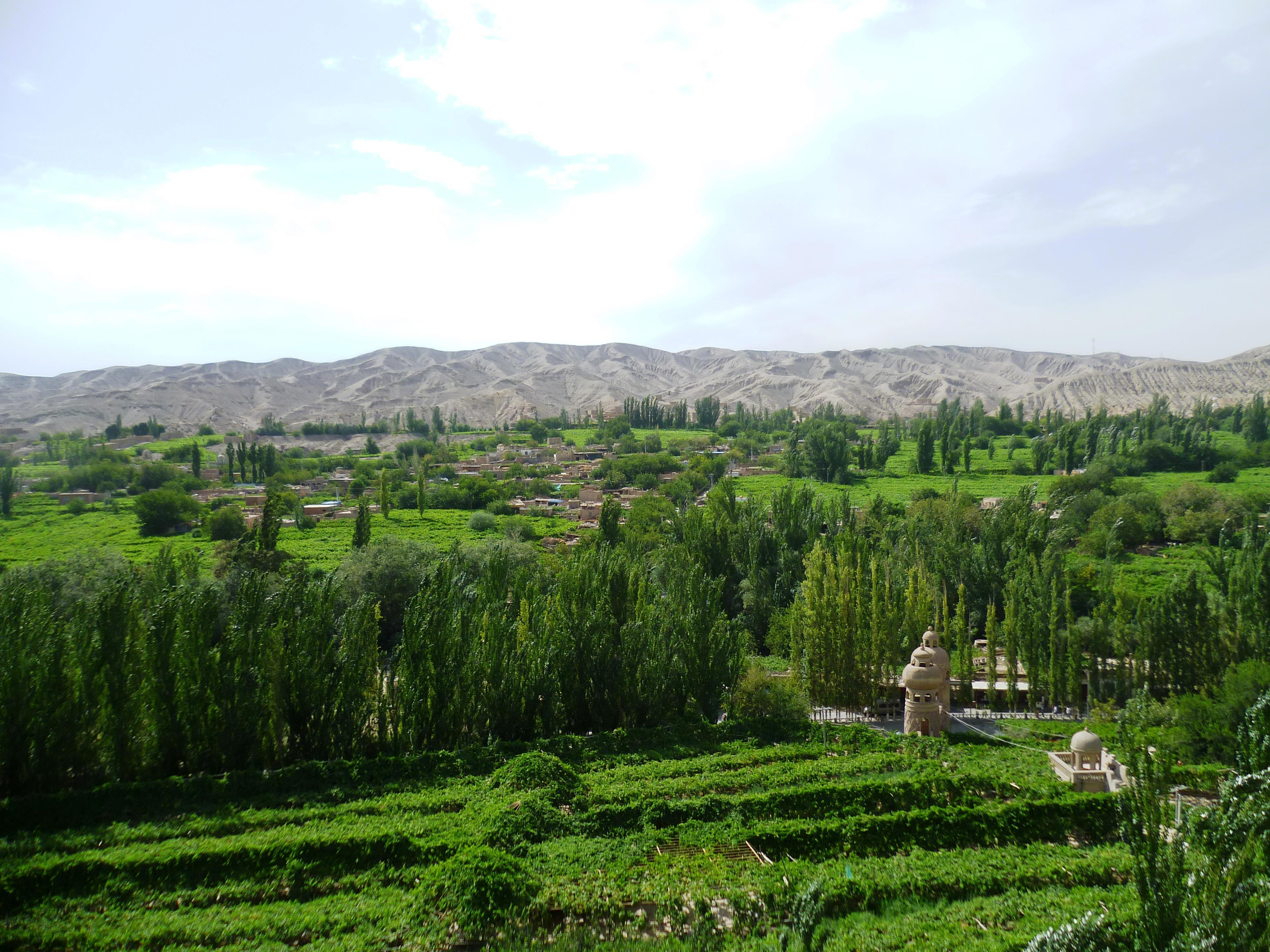
„Weintraubental“ in Turpan

Turpan liegt im Osten Xinjiangs, südlich der östlichen Ausläufer des Tianshan-Gebirges. Die Fläche beträgt 69.713 Quadratkilometer mit einer Nord-Süd-Ausdehnung von etwa 240 Kilometern und einer Ost-West-Ausdehnung von etwa 300 Kilometern. 2085 Quadratkilometer liegen unter dem Meeresspiegel und gehören zur Turpan-Senke, deren tiefste Stelle an den Ufern des Aydingkol-Sees 154,50 m unter dem Meeresspiegel liegt. Damit gehört sie, neben dem Gebiet um das Tote Meer und den See Genezareth sowie dem Assalsee, zu den tiefsten Senken der Erde. Im Gebiet Turpans gibt es 14 Hauptflüsse, von denen neun ihren Ursprung im Gebiet Turpans haben und hauptsächlich im nördlichen Tianshan entspringen. Die mittleren bis hohen Gebirgsgebiete im Westen und Norden des Turpan-Beckens sind die Hauptwasserreservoire. Der Klimawandel droht die allgemeine Wasserknappheit zu verschärfen.
Ende 2016 waren 3,31 % der Fläche Turpans von Wald bedeckt. Dies waren 160.000 Hektar natürliche Nadel- und Laubwälder im nördlichen Tianshan-Gebirge, sowie 2,01 Millionen Hektar Wüstenstrauchwald (Saxaul, Kaspische Tamariske, Chinesisches Meerträubel u. a.) im Vorland der Wüsten und an Oasenrändern, außerdem 1,3 Millionen Hektar künstliche Oasenwälder, die als Schutzwälder (94.800 Hektar Ackerlandschutzwälder, 400.000 Hektar Sandbindewälder) und Wirtschaftswälder dienten.

## Klima
In Turpan herrscht kontinentales Wüstenklima (BWk) mit sehr heißen Sommern und kalten Wintern vor, der Jahresniederschlag beträgt nur 16 mm. Bedingt durch die Kessellage wehen häufig sehr starke Winde. Die mittlere Sonnenscheindauer beträgt etwa 3000–3200 Stunden pro Jahr – etwa 1000 Stunden mehr als im Osten Chinas auf gleicher geographischer Breite. Die Jahresmitteltemperatur liegt bei 13,9 ℃ und es gibt jährlich mehr als 100 Tage mit Temperaturen über 35 ℃. Im Sommer werden vereinzelt Extremtemperaturen bis über 45 ℃ erreicht, wobei sich der Boden sehr stark aufheizen kann. Die frostfreie Zeit dauert etwa 280-300 Tage. Im Winter treten auch Minustemperaturen auf.
Ein Jahrhunderte altes Bewässerungssystem bringt Wasser aus dem Tianshan-Gebirge heran.

## Geschichte
| Uigurische Bezeichnung          | Uigurische Bezeichnung |
| ------------------------------- | ---------------------- |
| Arabisch-Persisch (Kona Yeziⱪ): | تۇرپان شەھىرى          |
| Lateinisch (Yengi Yeziⱪ):       | Turpan Xəⱨiri          |
| Kyrillisch (Sowjetunion):       | Турпан                 |
| offizielle Schreibweise (VRCh): | Turpan                 |
| Aussprache in IPA:              | [turpan]               |
| andere Schreibweisen:           | Turfan                 |
| Chinesische Bezeichnung         |                        |
| Kurzzeichen:                    | 吐鲁番市               |
| Langzeichen:                    | 吐魯番市               |
| Umschrift in Pinyin:            | Tǔlǔfān Shì            |
| Umschrift nach Wade-Giles:      | T’u-lu-fan             |

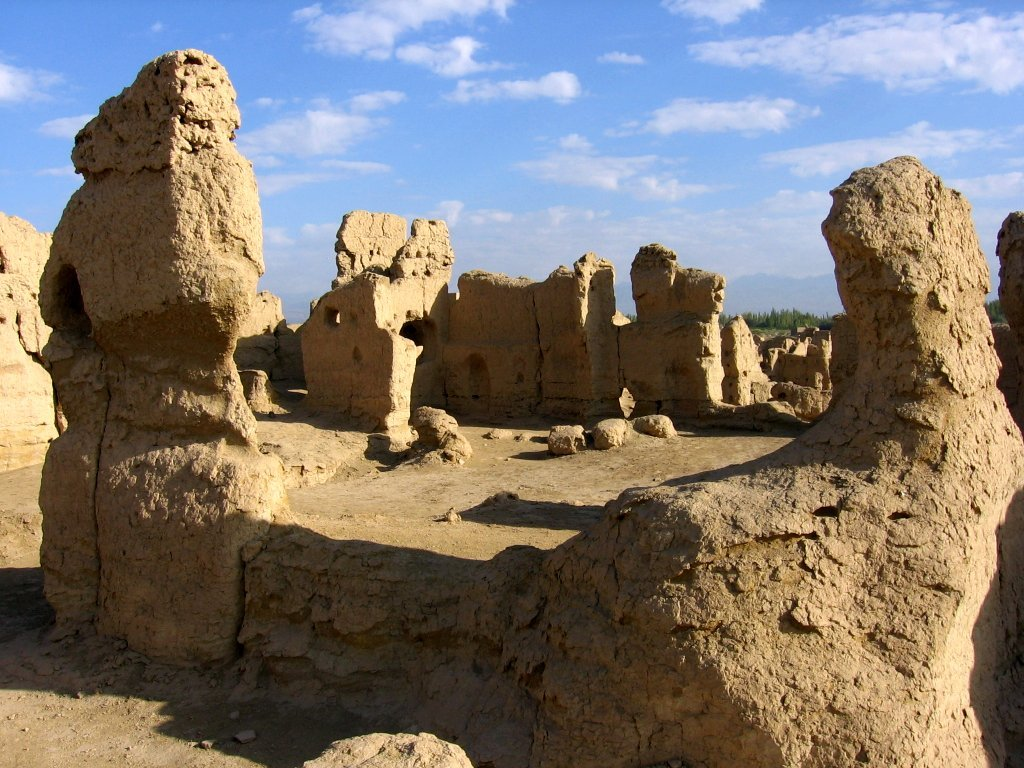
Jiaohe-Ruinen

In der Oase von Turpan wurden einige Nekropolen aus dem ersten Jahrtausend v. Chr. entdeckt, darunter Aidingju und Subashi. Das in Turpan zentrierte Reich Jushi (車師, Jūshī) wird erstmals kurz vor Christi Geburt in chinesischen Quellen erwähnt. 67 v. Chr. wurde es von China vorübergehend erobert, bis es 10 n. Chr. wieder unter die Herrschaft der Xiongnu kam, jedoch erlangte es bald schon seine Selbstständigkeit zurück. In den ersten nachchristlichen Jahrhunderten sprach die Bevölkerung von Turpan größtenteils Tocharisch, es gab jedoch auch Chinesen und Sogder. Vom 5. bis 7. Jahrhundert stand Turpan unter kök-türkischer Herrschaft, 640 wurde es dann von China besetzt, das 790 von den Tibetern abgelöst wurde. In dieser Zeit verlief die Grenze zwischen Tibetern und Uiguren hier. 843 wurde Turpan Teil des zweiten uigurischen Reiches. In dieser Zeit breitete sich neben dem seit etwa Christi Geburt herrschenden Buddhismus auch das Christentum und der Manichäismus in Turpan aus. Der Buddhismus hat sich hier bis ins 15. Jahrhundert gehalten, länger als sonst im Tarim-Becken.
1679 eroberte der dsungarische Khan Khungtaidschi Galdan auf einem Feldzug nach Westen Turpan – neben Hami und weiteren Oasen bis Kaschgar.

## Archäologische Spuren
Das 1. nachchristliche Jahrtausend, die Blütezeit der Seidenstraße, hat in Turpan deutliche archäologische Spuren hinterlassen. Die antike Hauptstadt war Chotscho, das heutige Gaochang (高昌, Gāochāng). Sein Stadtgebiet umfasst 2,3 km² und wird von einer rechteckigen, bis zu 20 m hohen, stellenweise doppelten, Mauer begrenzt. Im Innern befanden sich fast ausschließlich Gräber und religiöse Bauten, hingegen nur sehr wenige profane Gebäude. Aus diesen stammen zahlreiche Dokumente unterschiedlicher Sprachen, darunter insbesondere Verwaltungstexte aus der Zeit der Tang-Dynastie, als Turpan sich unter chinesischer Herrschaft befand. Sie lassen wertvolle Rückschlüsse auf Wirtschaft und Gesellschaft zu. Eine weitere antike Stadt war das auf einem von Klippen umgebenen Hochplateau gelegene heutige Yarxoto, wohl das Zentrum des han-zeitlichen Jushi und später zeitweise Hauptstadt des Uigurenreiches. Auch Yarxoto war hauptsächlich eine Tempelstadt. Auch in der Umgebung dieser beiden Orte finden sich zahllose buddhistische Tempel, darunter auch einige Höhlentempel.

## Turfanfragmente
Ein Teil der erhaltenen Texte, Malereien und andere Kunstschätze wurden am Anfang des 20. Jahrhunderts von deutschen Forschungsexpeditionen, den sogenannten Turfanexpeditionen, ins Museum für Indische Kunst nach Berlin abtransportiert, darunter die sogenannten Turfanfragmente, eine Sammlung von über 40.000 Handschriften und Handschriften-Fragmenten in 16 verschiedenen Sprachen und 26 verschiedenen Schriftarten in unterschiedlichen Buchformen, für deren bibliothekarische Erschließung und konservatorische Betreuung heute die Staatsbibliothek zu Berlin zuständig ist.
Diese Schriftstücke befassen sich mit buddhistischen sowie christlich-nestorianischen, manichäischen und säkularen Inhalten. Den größten Teil davon machen die ca. 8.000 alttürkischen, buddhistischen Texte aus.
In Turpan (und auch Dunhuang) fand man eine ganze Reihe sogdisch-buddhistischer Schriften, diese stammen allerdings erst aus der Zeit der Tang-Dynastie (618–907) und sind Übersetzungen aus dem Chinesischen. Frühere sogdisch-buddhistische Texte waren nicht zu finden.
Christliche Texte gibt es hauptsächlich auf Syrisch und Sogdisch, aber auch als syrisch-sogdische Bilinguen (zweisprachige Texte), sowie einige türkisch-nestorianische Fragmente.
Manichäische Texte sind auf Mittelpersisch, Parthisch, Sogdisch und Uigurisch erhalten; die sogdischen und uigurischen Dokumente zeigen eine bemerkenswerte Anpassung an den Buddhismus, aber es gibt auch Hinweise auf eine gegenläufige Beeinflussung.
Die buddhistischen Texte sind größtenteils fragmentarisch erhalten. Es gibt mehrere indische Sanskrittexte diverser Schulen des Mahayana und Hinayana, uigurische Texte, die zum größten Teil Übersetzungen aus dem Sanskrit, dem Tocharischen und ab dem 9. Jahrhundert verstärkt aus dem Chinesischen sind.
Viele der bisher edierten uigurischen Dokumente und Fragmente der buddhistischen Schriften umfassen Lehrschriften (Sutras) und philosophische Werke (Abhidharma-Werke). Die Ordenszucht (Vinaya) scheint im Gegensatz zu den anderen buddhistischen Inhalten nicht übersetzt, sondern auf Sanskrit gelehrt und studiert worden zu sein. Unter den tocharischen Vorlagen finden sich unter anderem zwei große Werke:
- ein 27 Kapitel umfassendes Schauspiel über Maitreya (der Buddha der Zukunft) und die Maitrisimit (das Zusammentreffen mit Maitreya) und
- eine Sammlung von Buddhistischen Erzählungen (Dasakarmapathadanamala), sowie
- Kommentare
- Katechismen
- Jataka-Werke (Geschichten über Vorexistenzen des Buddha) sind in türkischen Blockdrucken überliefert, auch wenn nur noch wenige erhalten sind.

## Administrative Gliederung
Die Stadt Turpan setzt sich aus einem Stadtbezirk und zwei Kreisen zusammen.
| Karte der Verwaltungseinheiten von Turpan | Karte der Verwaltungseinheiten von Turpan | Karte der Verwaltungseinheiten von Turpan | Karte der Verwaltungseinheiten von Turpan | Karte der Verwaltungseinheiten von Turpan | Karte der Verwaltungseinheiten von Turpan |
| ----------------------------------------- | ----------------------------------------- | ----------------------------------------- | ----------------------------------------- | ----------------------------------------- | ----------------------------------------- |
| Toksun Gaochang Piqan / Shanshan          |                                           |                                           |                                           |                                           |                                           |
| Name                                      | chin.                                     | Pinyin                                    | Uigurisch                                 | Einwohner (2010)                          | Fläche (km²)                              |
| Stadtbezirk                               |                                           |                                           |                                           |                                           |                                           |
| Gaochang                                  | 高昌区                                    | Gāochāng Qū                               | قاراھوجا رايونى                           | 273.385                                   | 13.689,71                                 |
| Kreise                                    |                                           |                                           |                                           |                                           |                                           |
| Piqan / Shanshan                          | 鄯善县                                    | Shànshàn Xiàn                             | پىچان ناھىيىسى                            | 231.297                                   | 39.800,00                                 |
| Toksun                                    | 托克逊县                                  | Tuōkèxùn Xiàn                             | توقسۇن ناھىيىسى                           | 118.221                                   | 16.599,87                                 |

## Ethnische Gliederung der Bevölkerung Turpans (2000)
Beim Zensus im Jahre 2000 wurden in Turpan 550.731 Einwohner gezählt (Bevölkerungsdichte 7,94 Einwohner/km²).
| Name des Volkes | Einwohner | Anteil  |
| --------------- | --------- | ------- |
| Uiguren         | 385.546   | 70,01 % |
| Han             | 128.313   | 23,3 %  |
| Hui             | 35.140    | 6,38 %  |
| Kasachen        | 321       | 0,06 %  |
| Tujia           | 274       | 0,05 %  |
| Mandschu        | 254       | 0,04 %  |
| Mongolen        | 158       | 0,03 %  |
| Tu              | 154       | 0,03 %  |
| Tibeter         | 105       | 0,02 %  |
| Miao            | 98        | 0,02 %  |
| Zhuang          | 88        | 0,02 %  |
| Dongxiang       | 79        | 0,01 %  |
| Sonstige        | 201       | 0,04 %  |

## Wirtschaft

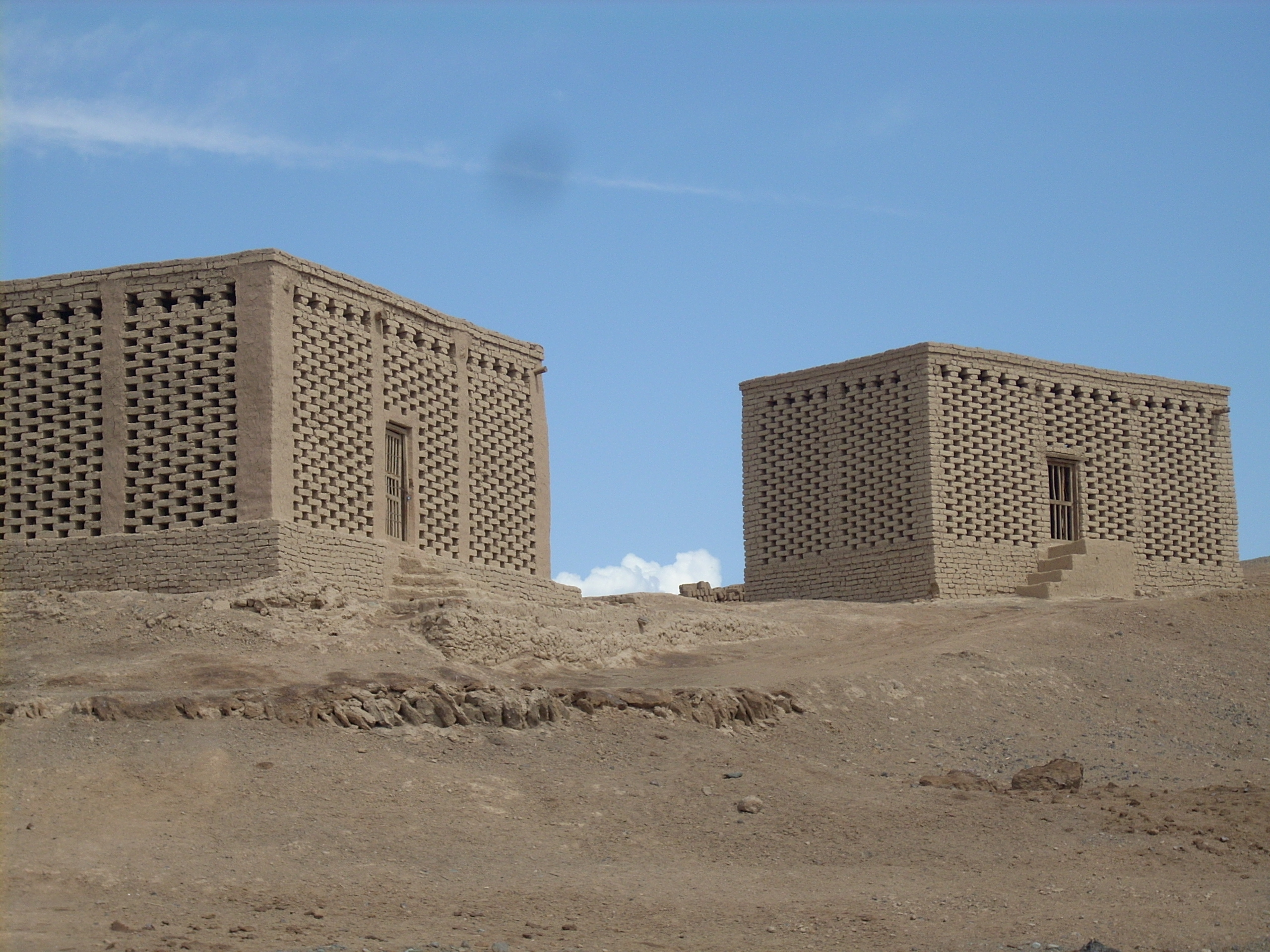
Chunche: Trockenkammern für Rosinen

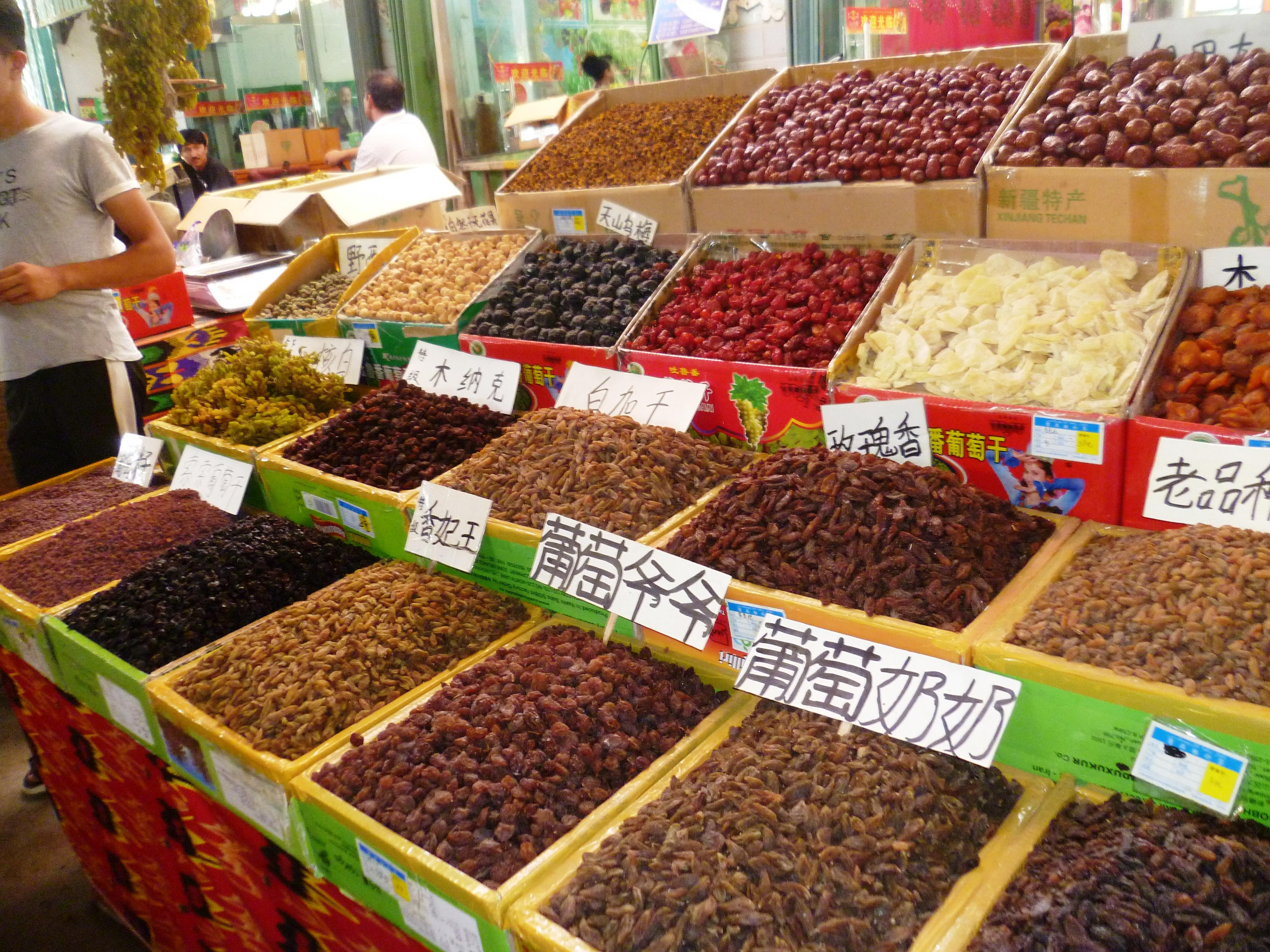
Früchteverkaufsstand in Turpan

Aufgrund der Wasserknappheit macht das genutzte Land nur 14,17 Prozent der gesamten Landfläche aus und konzentriert sich vollständig auf Oasengebiete mit garantierten Wasserquellen. Der Bezirk Turpan ist die Hauptproduktionsregion für Rosinen in China. Hier werden Weintrauben in speziellen Trockenkammern, die Chunche genannt werden, getrocknet. Nordwestlich der Stadt liegt der Flughafen Turpan.

## Sehenswürdigkeiten
Als Sehenswürdigkeiten Turpans gelten die Ruinenstädte Jiaohe und Gaochang, das antike Höhlenkloster Bäzäklik mit Wandmalereien aus dem 9. Jahrhundert sowie die Flammenden Berge.